# Миниусси, Кристиан
Кристиан Карлос Миниусси Вентурейра (исп. Christian Carlos Miniussi Ventureira; род. 5 июля 1967, Буэнос-Айрес) — аргентинский профессиональный теннисист, бронзовый призёр Олимпийских игр 1992 года в мужском парном разряде.

## Спортивная карьера
Кристиан Миниусси рано вошёл в число потенциальных лидеров аргентинского тенниса. Он последовательно занимал первое место в национальном рейтинге теннисистов в возрасте до 12 лет, до 14 и до 16 лет. В 1981 и 1982 годах он выигрывал престижный юниорский турнир Banana Bowl в Бразилии.
В 17 лет, во второй половине 1984 года, Миниусси перешёл в разряд профессионалов. В своём первом матче в профессиональном турнире в Бордо он одержал победу над 13-й ракеткой мира, американцем Витасом Герулайтисом. В феврале 1985 года он завоевал свой первый титул на турнире Гран-при, победив с Мартином Хайте на турнире в Буэнос-Айресе, однако в дальнейшем его прогресс замедлился.
К сентябрю 1986 года Миниусси сумел войти в число ста лучших теннисистов мира в одиночном разряде после выхода в полуфинал турнира Гран-при в Женеве, но надолго удержаться в элите не смог. В парном разряде он вышел в свой второй финал ещё через год, после победы в Барселоне с Хавьером Франой над одной из сильнейших пар мира — хозяевами корта Серхио Касалем и Эмилио Санчесом. 1988 год стал самым удачным в его парной карьере — за сезон он пять раз с разными партнёрами побывал в финалах турниров Гран-при и дважды добивался победы. К середине августа он поднялся в рейтинге среди игроков в парном разряде на рекордное для себя 37-е место. В одиночном разряде его лучшим результатом за сезон стал выход в финал турнира класса «Челленджер».
В 1989 году Миниусси не сумел добиться успехов, равнозначных прошлогодним, и стал терять позиции в рейтинге. Ближе к концу сезона, уже покинув пределы первой сотни в рейтинге, он в паре с Густаво Лусой неожиданно выиграл турнир в Барселоне, победив по ходу три посеянных пары. На следующий год он снизил уровень участия в теннисных турнирах, выступая в основном в «челленджерах», где он завоевал по два титула в одиночном и парном разряде.
В 1991 и начале 1992 года Миниусси сумел вернуться в число лучших теннисистов мира в одиночном разряде, сначала пробившись в четвёртый круг на Открытом чемпионате Франции, затем выиграв в конце сезона турнир АТР в Сан-Паулу (в основную сетку которого он попал как Lucky loser) и наконец дойдя до финала ещё одного турнира АТР в Бразилии в феврале. В мае на Открытом чемпионате Италии он нанёс поражение Горану Иванишевичу — восьмой ракетке мира — и поднялся на 57-е место в рейтинге, высшее в своей одиночной карьере. В июле в Бостаде он выиграл турнир АТР в парном разряде, пятый в карьере, а меньше чем через месяц, не будучи посеянным, завоевал с Хавьером Франой бронзовые медали Олимпийских игр в Барселоне после победы над второй посеянной парой Россе-Хласек.
После успехов 1992 года Миниусси вернулся к выступлениям в «челленджерах». В течение следующих трёх лет он несколько раз выходил в финал как в одиночном разряде, так и в парах, но только однажды, в 1995 году в Уругвае, сумел завоевать титул в паре с хозяином корта Диего Пересом. Этот год стал последним в его игровой карьере. Впоследствии он занял административный пост в Лаун-теннисном клубе Буэнос-Айреса, организующем турнир АТР в столице Аргентины.

## Участие в финалах турниров Гран-при и АТР за карьеру (12)

### Одиночный разряд (2)
Победа (1)
| Дата       | Турнир              | Покрытие | Соперник в финале | Счёт в финале |
| ---------- | ------------------- | -------- | ----------------- | ------------- |
| 4 ноя 1991 | Сан-Паулу, Бразилия | Хард     | Жайме Онсинс      | 2-6, 6-3, 6-4 |

Поражение (1)
| Дата       | Турнир           | Покрытие | Соперник в финале | Счёт в финале   |
| ---------- | ---------------- | -------- | ----------------- | --------------- |
| 3 фев 1992 | Масейо, Бразилия | Грунт    | Томас Карбонель   | 6-712, 7-5, 2-6 |

### Парный разряд (10)

#### Победы (5)
| №  | Дата        | Турнир                            | Покрытие | Партнёр          | Соперники в финале                   | Счёт в финале |
| -- | ----------- | --------------------------------- | -------- | ---------------- | ------------------------------------ | ------------- |
| 1. | 25 фев 1985 | Буэнос-Айрес, Аргентина           | Грунт    | Мартин Хайте     | Эдуардо Бенгоэчеа Диего Перес        | 6-4, 6-3      |
| 2. | 16 мая 1988 | Флоренция, Италия                 | Грунт    | Хавьер Франа     | Клаудио Пистолези Хорст Шкофф        | 7-6, 6-4      |
| 3. | 8 авг 1988  | Сан-Венсан, Валле-д'Аоста, Италия | Грунт    | Альберто Мансини | Паоло Кане Балаж Тароци              | 6-4, 5-7, 6-3 |
| 4. | 18 сен 1989 | Барселона, Испания                | Грунт    | Густаво Луса     | Серхио Касаль Томаш Шмид             | 6-3, 6-3      |
| 5. | 6 июл 1992  | Бостад, Швеция                    | Грунт    | Томас Карбонель  | Кристиан Бергстрём Магнус Густафссон | 6-4, 7-6      |

#### Поражения (5)
| №  | Дата        | Турнир             | Покрытие | Партнёр          | Соперники в финале                | Счёт в финале |
| -- | ----------- | ------------------ | -------- | ---------------- | --------------------------------- | ------------- |
| 1. | 21 сен 1987 | Барселона, Испания | Грунт    | Хавьер Франа     | Милослав Мечирж Томаш Шмид        | 1-6, 2-6      |
| 2. | 2 мая 1988  | Мюнхен, ФРГ        | Грунт    | Альберто Мансини | Рик Лич Джим Пью                  | 6-7, 1-6      |
| 3. | 25 июл 1988 | Бордо, Франция     | Грунт    | Диего Наргисо    | Йоаким Нюстрем Клаудио Панатта    | 1-6, 4-6      |
| 4. | 26 сен 1988 | Палермо, Италия    | Грунт    | Альберто Мансини | Карлос ди Лаура Марсело Филиппини | 2-6, 0-6      |
| 5. | 29 июл 1991 | Сан-Марино         | Грунт    | Диего Перес      | Хорди Арресе Карлос Коста         | 3-6, 6-3, 3-6 |